# Malventee

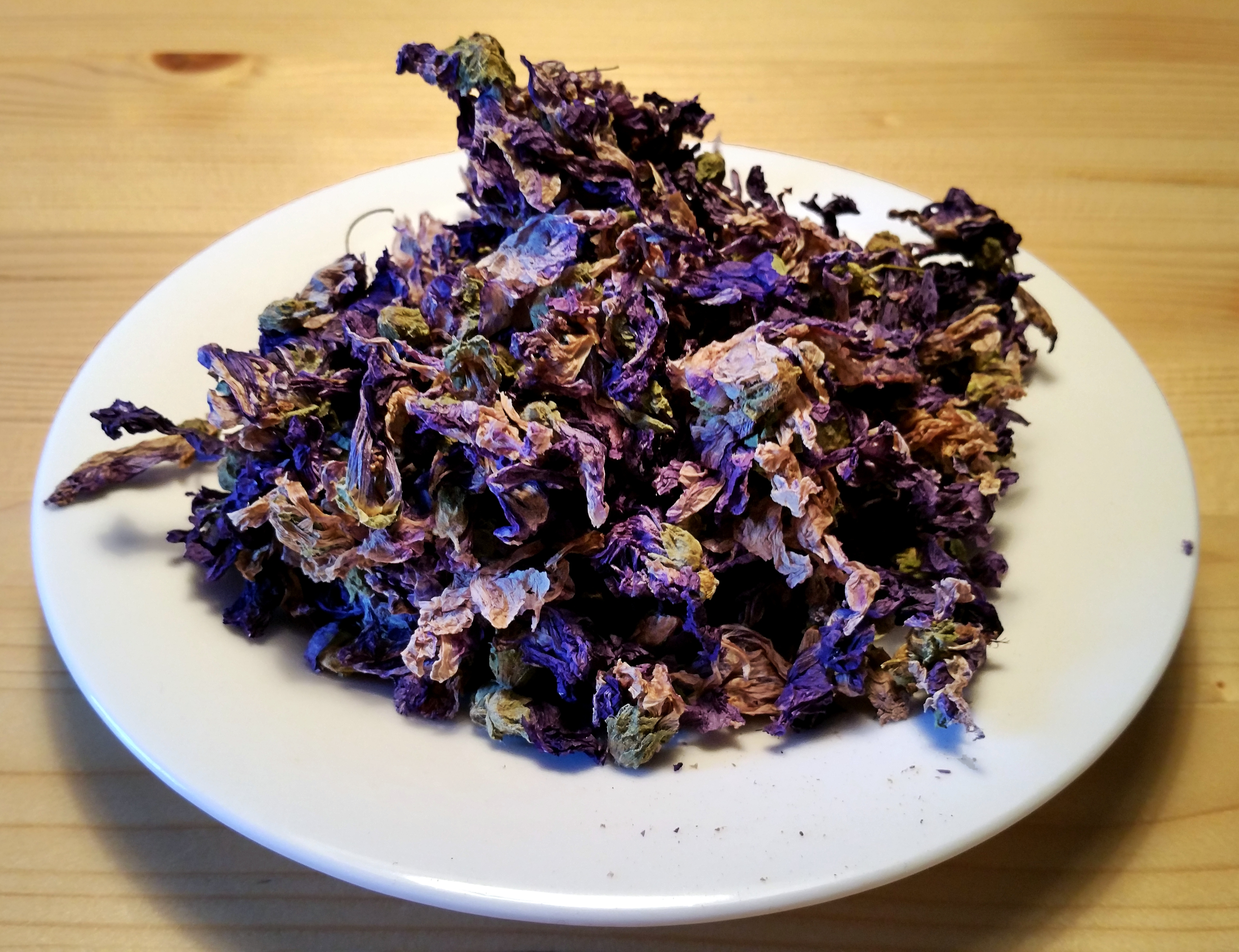
Getrocknete Malvenblüten (≈11gr.)

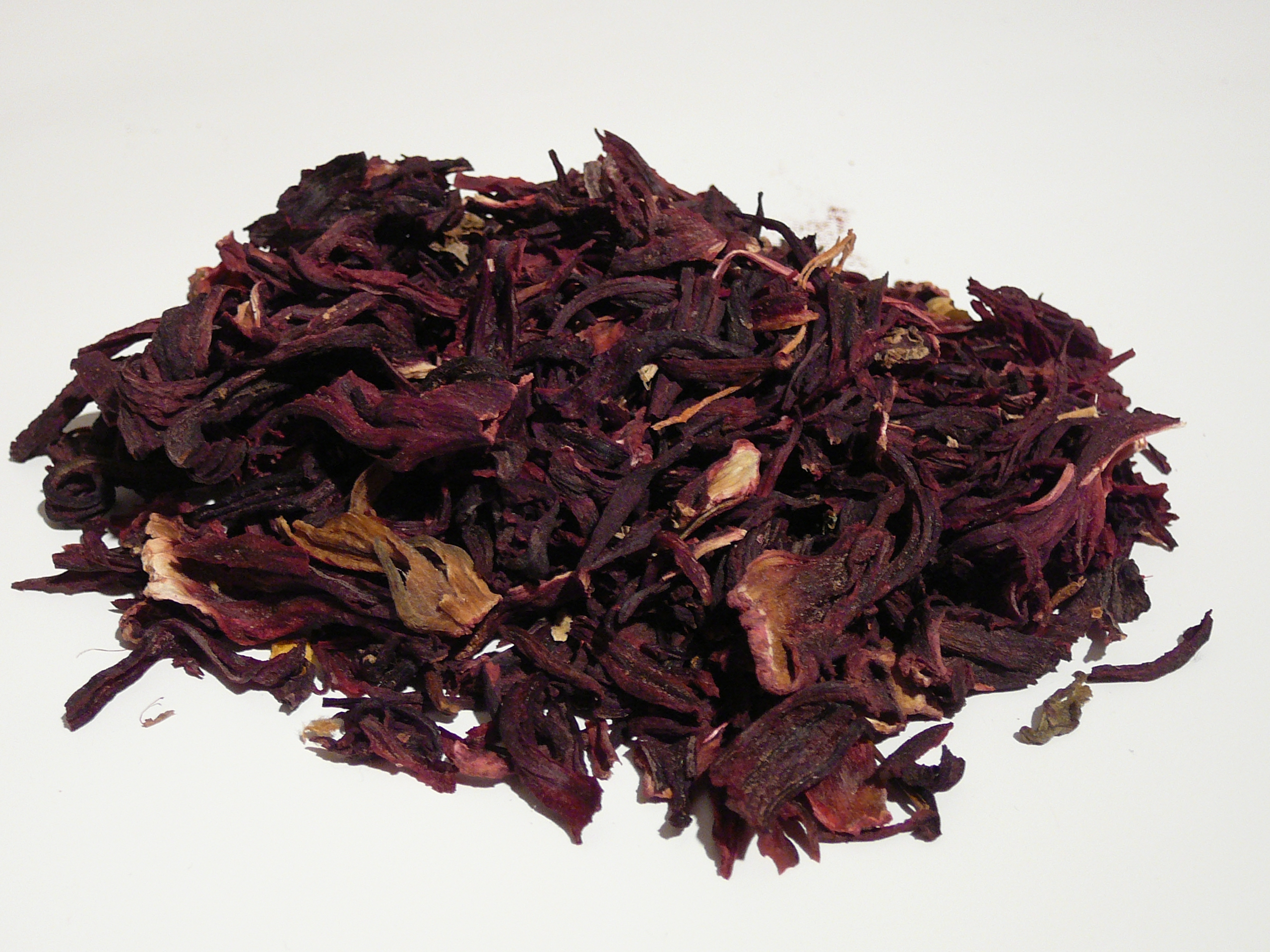
Aus Gambia: Wonjo

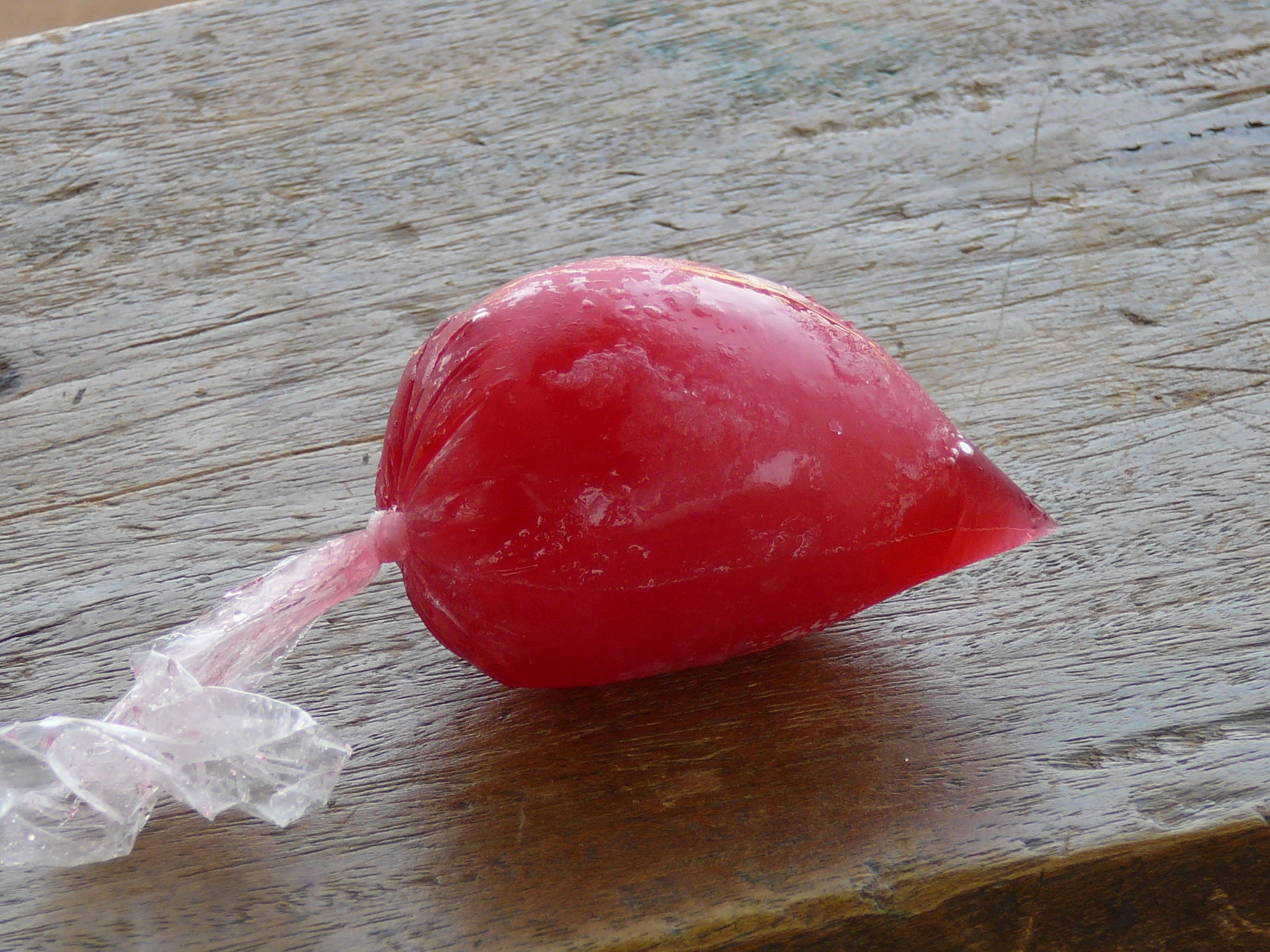
In Westafrika wird das gefrorene Aufgussgetränk auch als Eis angeboten

Malventee ist ein Aufgussgetränk aus den Blüten der Wilden Malve oder der Hibiskusblüte (Hibiskus-Tee), denn beide Pflanzen gehören zur Familie der Malvengewächse.
Für die Zubereitung des roten Hibiskustees werden die getrockneten Blütenkelche der einjährigen afrikanischen Malve Hibiscus sabdariffa L. (Roselle) verwendet. Der Aufguss hat einen säuerlichen Geschmack. Die Inhaltsstoffe des Hibiskustees sind Apfelsäure, Weinsäure, Zitronensäure, Pektine, Schleimpolysaccharide, Polyphenolsäuren, Flavonoide, Anthocyanine und Vitamin C. Malventee ist auf allen Kontinenten verbreitet. In Nordostafrika (Ägypten und Sudan) wird der Tee als Karkadeh getrunken, andere Bezeichnungen sind Sudantee oder Afrikanische Malve. Ein weiteres Verbreitungsgebiet ist Westafrika, wo der Tee zum Beispiel als Bissap und in Gambia als Wonjo bezeichnet wird. In Mexiko ist der Tee als Agua de Jamaica und in Guatemala als Rosa de Jamaica bekannt. Der Tee ist auch in Indonesien und Malaysia bekannt.
Der Malventee aus der Wilden Malve (Malva sylvestris) wird aus den Blüten und Blättern hergestellt. Er wirkt reizlindernd gegen Husten und Halsschmerzen.
Viele Früchtetees enthalten als Hauptbestandteil Malventee, die namensgebende Frucht wird dann in geringerer Menge beigefügt.